# Godfather
Godfather è un cocktail a base di scotch whisky e liquore amaretto, facente parte della lista di cocktail ufficiali IBA dal 1986 al 2020.

## Storia
La storia del cocktail Godfather non è del tutto nota. L'ipotesi maggiormente accettata indica come probabile periodo di nascita del cocktail gli anni settanta del XX secolo, nella zona degli Stati Uniti, con il nome dedicato a Marlon Brando e alla sua partecipazione al film del 1972 Il padrino (in inglese, appunto, The Godfather): tale cocktail, secondo questa ipotesi, sarebbe stato appunto il preferito dell'attore e la presenza di un liquore tipicamente italiano avrebbe decretato la decisione definitiva sul nome. Tale teoria, sarebbe poi supportata dalla somiglianza con la tipologia di cocktail creati in quell'epoca, come ad esempio il Rusty Nail.
Una seconda ipotesi, meno supportata, fa risalire, invece, la creazione del cocktail a Donato “Duke” Antone, un barista italo-americano di Los Angeles degli anni 40-'50, il quale avrebbe dedicato questo cocktail ai famosi gangster italo-americani che frequentavano in quegli anni i locali notturni. Questa ipotesi sarebbe supportata da altre ipotesi che vedono lo stesso barman inventore di altri cocktail simili come il Rusty Nail e il White Russian.

## Composizione
Il godfather è il capostipite della famiglia della trilogia criminale, parte dello stile gangster della classe dei cocktail duo. Il cocktail risulta una combinazione equilibrata fra le note secche del whisky e i toni morbidi e dolci dell'amaretto; il grado alcolico si aggira intorno ai 30°.

### Ingredienti
- 3,5 cl di scotch whisky
- 3,5 cl di Liquore di amaretto[13]

### Preparazione
Versare direttamente nel bicchiere tumbler basso riempito di ghiaccio lo scotch whisky e il liquore amaretto, mescolare con o stirrer o con cucchiaio da barman e servire senza decorazioni.

## Varianti
Data la semplicità di ingredienti e preparazione, il Godfather è un cocktail facilmente disponibile nella maggioranza dei locali. Esistono, comunque, delle varianti sia nella composizione che negli ingredienti:
- Godfather (varianti di composizione): le varianti di composizione vedono le proporzioni sbilanciarsi a favore del whisky in un range che varia fra 2:1 fino a 8:1; le varianti più comuni, però, sono quelle più equilibrate, cioe 2:1 e 3:1.[15] La prima ricetta IBA del 1986, ad esempio, consigliava 3/10 di amaretto e 7/10 di scotch whisky.[2] Inoltre, diversi siti ufficiali di produttori di amaretto e di whisky presentano diverse varianti nelle proporzioni.[16][17]
- Godmother: variante che sostituisce lo scotch whisky con la vodka.
- Godchild: variante che aggiunge la crema di latte.
- French connection: variante che sostituisce lo scotch whisky con il cognac.
- Godfather II: variante che sostituisce lo scotch whisky con il bourbon.[18]